# 아르헨티나의 대외 관계
이 본문은 아르헨티나의 대외 관계에 대한 설명이다.

## 각국과의 대외 관계
| 국기                   | 수교 | 관계 |
| ---------------------- | ---- | --- |
| 대한민국               | 1962 | 양국은 1962년에 외교 관계를 수립하였으며 대한민국은 부에노스아이레스에, 아르헨티나는 서울에 각각 상주 대사관을 설치하였다. 모두 22,354 명(재외국민 14,934 명, 시민권자 7,420명)의 한국교민이 아르헨티나에 거주(2010년 12월 기준)하고 있다. [7] 박정희 대통령 당시 각종 농업에 투자하기 위해 아르헨티나에서 토지를 매입하기도 하였다. 1988년 하계 올림픽에 아르헨티나는 125명의 선수단을 파견하였다.                                                                               |
| 조선민주주의인민공화국 | 1973 | 1973년에 수교하였지만, 주 아르헨티나 조선민주주의인민공화국 공관의 방화사건으로 인하여 1977년 조선민주주의인민공화국은 공관을 모두 철수하고 폐쇄하였으며, 동년에 아르헨티나 정부는 조선민주주의인민공화국과 단교하였다. |
| 일본                   |      | 일본은 1898년에 러일 전쟁에 대비하여 아르헨티나로부터 군함 리바다비아(스페인어: Rivadavia)호와 모레노(스페인어: Moreno)호를 각각 가스가(春日, かすが)호와 닛신(日進, にっしん)호로 명명지어 구입하였고 이 군함들을 러일 전쟁에서 활용한 때부터 본격적인 우호적인 교류관계가 시작되었다. 포클랜드 전쟁 중, 미국과 영국의 거듭된 요청에도 불구하고 일본은 아르헨티나에 대한 금수 조치를 하지 않는 등 일본이 채택한 독자외교에 대해 아르헨티나의 일본 전문가들은 높이 평가하고 있다. |
| 중화인민공화국         |      | 중화인민공화국은 아르헨티나의 경제가 기울기 시작하자 아르헨티나에 발전소를 무상으로 지어주는 등의 투자를 시도하고 있다. 둘 다 미국과 그다지 사이가 좋지 않다는 공통점 때문에 중화인민공화국이 직접 나서서 아르헨티나를 도와주는 것이다. 아르헨티나도 중국의 CPR-1000에 60억 달러를 계약함으로써 지원에 나서고 있다. |
| 페루                   |      | 페루는 1982년 포클랜드 전쟁 당시 영국과 대립했던 아르헨티나를 지지하였다. 페루는 아르헨티나의 포클랜드 제도에 대한 영유권 주장을 가장 적극적으로 지지하며, 아르헨티나와 경제나 국방 등 대부분의 분야에 있어서 매우 우호적인 관계를 유지하고 있다. |
| 우루과이               |      | 브라질의 속주인 시스플라티나 주를 독립시키기 위해 아르헨티나가 브라질과 아르헨티나-브라질 전쟁을 벌여 승리를 쟁취했다. 아르헨티나가 브라질과 싸워 이겨서 독립시켜준 이 나라가 우루과이이며 이 때문에 우루과이는 아르헨티나와는 영원한 우방국이다. 우루과이의 국기에 있는 5월의 태양은 자신을 독립시켜 준 아르헨티나의 은혜에 보답하는 의미로 그려넣은 것이다. |
| 브라질                 |      | 아르헨티나가 우루과이를 독립시켜준 일로 인하여 브라질과 아르헨티나는 사이가 매우 나쁘다. |
| 영국                   |      | 포클랜드 전쟁으로 인하여 적대적인 관계에 있다. 지금도 이 분쟁은 해결되지 않았고, 아르헨티나에는 반영 감정이 만연하다. |
| 미국                   |      | 포클랜드 전쟁에서 미국은 지나치게 영국의 편을 들어준 탓에 적대적인 관계에 있다. 사실 미국 자체가 아르헨티나를 싫어하는 것은 아니며 영국의 입김 때문에 미국은 어쩔 수 없이 포클랜드 전쟁에서 영국의 편에 섰다. 빌 클린턴이 미국의 대통령이 되자 미국은 미군이 다른 나라가 아르헨티나에 함부로 침범하지 못하게 하는 조약을 체결했다. |
| 독일                   |      | 긍정적, 부정적인 양쪽 모든 측면에서 상호 협력국이며 아르헨티나가 독일의 요청을 지나치게 잘 들어준다는 문제가 있다. 일례로 나치 전범들이 아르헨티나로 도주했을 때 아르헨티나는 이들을 모두 숨겨주었으나 1990년대에 독일 정부에서 나치 전범들 중 생존자들의 신병을 요구하자 아르헨티나 정부는 독일 정부에 나치 전범들 중 생존자들의 신병을 인도했다. 두 나라는 스포츠에서만 적대관계일 뿐이며 그 나머지 분야에서는 모든 면에서 우방국이다.                                          |
| 네덜란드               |      | 네덜란드 왕비 막시마가 아르헨티나 사람인 관계로 양국의 우호관계가 매우 돈독해졌다. |
| 스페인                 |      | 아르헨티나는 스페인 이민자들이 건국한 나라로서 이 때문에 양국의 우호관계가 매우 돈독하다. |
| 이탈리아               |      | 애초에 이탈리아 이민자들이 많이 유입된 나라가 아르헨티나인 데다가 호르헤 마리오 베르골리오가 교황으로 선출됨으로 인하여 양국의 우호관계는 더욱 돈독해지고 있다. |

### 그 밖의 대외 관계
볼리비아, 베네수엘라 등 과도 대체적인 우호 관계이며, 칠레는 이전에 포클랜드 전쟁 당시, 영국을 도와준 경력이 있어, 그렇게 사이가 좋은 편 이라 할수는 없으며, 이 밖에도 러시아와의 관계도 일방적 외교를 걷고 있다.